# Oskar Marti
Oskar Marti (* 1947 in Pfaffnau) ist ein Schweizer Koch, Kochbuchautor und Spezialist für Küchenkräuter. Er ist auch bekannt als Chrüter-Oski (Kräuter-Oski).

## Werdegang
Marti kochte ab 1974 im Drei Königen in Entlebuch. Von 1985 bis 2010 führte er mit seiner Frau Ursula Marti-Pollet die Moospinte in Münchenbuchsee bei Bern, die mit 17 Gault-Millau-Punkten ausgezeichnet wurde.
Er setzt sich für eine kindgerechte Zukunft mit der Stiftung Cocolino ein, die er zusammen mit dem Berner Künstler Oskar Weiss 2008 gründete.
Oskar und Ursula Marti-Pollet wohnen in Meggen.

## Auszeichnungen
- 17 Punkte im Gault Millau[1]

## Publikationen (Auswahl)
- Herbst in der Küche. AT Verlag, Aarau 2000, ISBN 978-3-85502-880-1.
- Lustgarten Natur: Ernten, Kochen und Geniessen. AT Verlag, Aarau 2001, ISBN 978-3-85502-730-9.
- Winter in der Küche. AT Verlag, Aarau 2002, ISBN 978-3-85502-881-8.
- Frühling in der Küche. AT Verlag, Aarau 2002, ISBN 978-3-85502-878-8.
- Sommer in der Küche. AT Verlag, Aarau 2003, ISBN 978-3-85502-879-5.
- Kochen mit Cocolino. Hallwag Verlag, Bern 2000, ISBN 978-3-7742-5114-4.
- Pionier der Naturküche. LandLiebe-Edition, Zürich 2018, ISBN 978-3-906869-09-4.